# Pterygoneurum subsessile
Pterygoneurum subsessile (deutsch Kurzstieliges Flügelnervmoos oder Kurzstieliges Lamellenmoos) ist eine Laubmoos-Art in der Familie Pottiaceae.

## Beschreibung
Die bis etwa 5 Millimeter großen, einfachen oder wenig verzweigten Pflanzen sind knospenförmig und wachsen gruppenweise oder bilden graugrüne, niederwüchsige Rasen. Die Blätter sind sehr hohl, elliptisch, verkehrt eiförmig oder länglich eiförmig, kurz und breit zugespitzt oder stumpf, die Blattränder flach, ganzrandig und oben etwas gezähnt. Die Blattrippe ist im oberen Blattabschnitt auf der Oberseite (ventral) mit zwei bis vier unverzweigten Längslamellen besetzt. Sie tritt aus der Blattspitze als wasserhelles, gezähntes Haar aus. Die Blattzellen sind am Blattgrund rechteckig und hyalin, oben kurz rechteckig oder rhomboidisch bis rundlich quadratisch, mehr oder weniger dickwandig und papillös oder glatt.
Die Geschlechterverteilung ist autözisch. Sporenkapseln sind meist reichlich vorhanden, sie sind auf der sehr kurzen Seta in die Blätter eingesenkt, fast kugelig und entdeckelt weitmündig. Ein Peristom fehlt. Der Kapseldeckel ist geschnäbelt, die Kalyptra ist mützenförmig und am Grund drei- bis fünflappig. Sporen sind papillös und 30 bis 50 Mikrometer groß.

## Standortansprüche
Das Moos hat seinen Lebensraum an basischen bis kalkreichen, trocken-warmen und lichtreichen Standorten. Es wächst hier auf lehmiger, toniger, sandig-lehmiger oder mergeliger, offener Erde und auf kalkreichem Löss. Die Wuchsorte sind in Lücken von Trockenrasen und Felsensteppen, in Hohlwegen, an Wegrändern und Wegböschungen oder auf übererdeten Felsen und Mauern.

## Verbreitung
Weltweit gibt es Vorkommen in Europa, in Teilen von Asien, in Nordafrika und Nordamerika. In Europa ist die Art weitgehend auf tiefgelegene und wärmebegünstigte Gebiete beschränkt. Sie ist vor allem im südöstlichen Teil verbreitet, die Westgrenze verläuft von Spanien über die Schweiz und Westdeutschland, die Nordgrenze in Norddeutschland und Polen.
In Deutschland gibt es in den kontinentalen Trockengebieten an der Oder, im mitteldeutschen Trockengebiet und in den Weinbaugebieten in Rheinhessen, im Kraichgau und Kaiserstuhl verbreitet Vorkommen. In allen anderen Gebieten ist die Art sehr selten, stark gefährdet oder fehlt gänzlich. In Österreich kommt sie im pannonischen Raum von Niederösterreich zerstreut vor.